# Trường Trung học phổ thông thành phố Sa Đéc
Trường Trung học phổ thông Thành phố Sa Đéc - tiền thân là trường Trung học Sa Đéc, thành lập ngày 12/10/1955 và chính thức đi vào hoạt động từ ngày 18/11/1955. Đây là trường THPT được thành lập đầu tiên tại tỉnh Sa Đéc (nay là tỉnh Đồng Tháp).

## Lịch sử
Ngày 18/11/1955, trường Trung học Sa Đéc khai giảng năm học đầu tiên 1955 – 1956 với hai lớp Đệ thất (lớp 6). Tên trường Trung học Sa Đéc tồn tại từ năm 1955 đến năm 1974.
Năm 1974 trường đổi tên thành Trường Trung Học Tống Phước Hòa.
Tháng 9 năm 1975, khối cấp 3 của trường tách riêng thành Trường Phổ Thông Cấp III Sa Đéc.
Tháng 2/1976, tỉnh Đồng Tháp được thành lập và từ năm học 1976 – 1977 trường được đổi tên thành trường Phổ thông cấp III Đồng Tháp, rồi trường Phổ thông trung học Đồng Tháp.
Năm học 1989 - 1990, trường tiếp nhận bộ phận cấp 2 của trường THCS Vĩnh Phước 3 và đổi tên thành trường Phổ thông Trung học Thị xã Sa Đéc. Với 64 lớp và 2.305 học sinh.
Đến năm học 1995 – 1996 trường được tỉnh chọn thí điểm thực hiện chương trình phân ban, từ đó trường mang tên Trung học chuyên ban Thị xã Sa Đéc. Năm học 2000 – 2001, trường đổi tên thành trường THPT thị xã Sa Đéc. Trường có thời điểm quy mô rất lớn, trên 5.000 học sinh và trên 100 lớp.
Năm 2014,  thị xã Sa Đéc được nâng cấp lên thành phố, trường Trung học phổ thông Thị xã Sa Đéc trở thành trường THPT Thành phố Sa Đéc.

## Cơ sở vật chất
Năm học đầu tiên đầu trường có 2 lớp đệ thất ( lớp sáu ), với 101 học sinh, học tại trường Nam tiểu học Sa Đéc, nay là trường Tiểu học Kim Đồng.
Năm học 1957 - 1958, trường Trung học Sa Đéc được chuyển sang cơ sở mới. Cơ sở vật chất giờ gồm 1 phòng làm việc, 6 phòng học với 400 học sinh. Diện tích đất của trường là 22.500 m2. Năm học 1989 - 1990, trường có 64 lớp và 2.305 học sinh. Năm học 2000 - 2001, diện tích trường tăng lên thành 26.000 m2.

## Thành tích
- Huân chương Lao động hạng Nhì (2015)[2][3]

Học sinh của trường đạt nhiều giải tại các kỳ thi nghiên cứu khoa học, học sinh giỏi, văn hóa, văn nghệ.